# Hydroporus carli
Hydroporus carli är en skalbaggsart som beskrevs av Wewalka 1992. Hydroporus carli ingår i släktet Hydroporus och familjen dykare. Inga underarter finns listade i Catalogue of Life.